# Canção ao lado
Canção ao Lado es el álbum debut de la banda portuguesa Deolinda publicado el 21 de abril de 2008. En abril de 2009, el álbum alcanzó el 8 º lugar de ventas de theWorld Music Charts Europa.
Fue en la 10 ª posición en las preferencias de los oyentes de radio Antena 3, en una encuesta realizada para esta temporada, en abril de 2009, en la que se preguntaba cuál sería el mejor álbum del portugués publicado en  1994 y 2009, sobre la base de una lista de 100 álbumes publicados durante este período.

## Temas
1. Mal Por Mal
2. Fado Toninho
3. Não Sei Falar De Amor
4. Contado Ninguém Acredita
5. Eu Tenho Um Melro
6. Movimento Perpétuo Associativo
7. O Fado Não É Mau
8. Lisboa Não É A Cidade Perfeita
9. Fon-Fon-Fon
10. Fado Castigo
11. Ai Rapaz
12. Canção Ao Lado
13. Garçonete Da Casa De Fado
14. Clandestino

## Formación
- Ana Bacalhau (voz),
- Pedro da Silva Martins (composición, textos, guitarra clásica y voz),
- Zé Pedro Leitão (contrabajo e voz),
- Luís José Martins (guitarra clássica, ukelele, cavaquinho, guitalele, viola braguesa y voz)